# Elías Querejeta
Elías Querejeta Gárate (* 27. Oktober 1934 in Hernani, Guipúzcoa, Republik Spanien; † 9. Juni 2013 in Madrid) war ein spanischer Fußballer, Filmproduzent und Drehbuchautor.

## Karriere
Querejeta produzierte über 50 Filme, darunter einige der bekanntesten spanischen Filme der 1960er und 1970er Jahre. Dabei arbeitete er unter anderem mit den Regisseuren Carlos Saura, Víctor Erice, Montxo Armendáriz und Fernando León de Aranoa zusammen.
In seiner Jugend war der Baske Fußballspieler beim Erstligisten Real Sociedad San Sebastián, beendete diese Karriere jedoch mit 24 Jahren. Seine Tochter Gracia Querejeta (* 1962) ist Filmregisseurin.

## Filmografie (Auswahl)
- 1962: Wer spricht von Schuld (Los innocentes) (& Drehbuch)
- 1965: Die Jagd (La caza)
- 1967: Pfefferminz Frappe (Peppermint Frappé)
- 1968: Streß zu dritt (Stress es tres tres)
- 1968: Tödliche Eifersucht (Los desafios)
- 1969: Höhle der Erinnerungen (La madriguera)
- 1970: Garten der Lüste (El jardín de las delicias)
- 1972: Anna und die Wölfe (Ana y los lobos)
- 1973: Cousine Angélica (La prima Angélica)
- 1973: Der Geist des Bienenstocks (El espiritu de la colmena)
- 1975: Leben und Tod des Pascal Duarte (Pascal Duarte)
- 1975: Züchte Raben… (Cria cuervos)
- 1977: Gespräche mit Max (Las palabras de Max) (& Drehbuch)
- 1977: Vierzig Jahre nach Granada (A un dios desconocido) (& Drehbuch)
- 1979: Mama wird 100 Jahre alt (Mamá cumple cien años)
- 1980: Los, Tempo! (Deprisa, deprisa)
- 1983: El Sur (Der Süden) (El Sur)
- 1984: Pablos Verwandlung (¡Feroz!)
- 1984: Tasio (Tasio)
- 1986: 27 Stunden (Veintisiete Horas) (& Drehbuch)
- 1990: Briefe von Alou (Las cartas de Alou)
- 1994: Treffpunkt Kronen-Bar (Historias del Kronen)
- 1997: Familie (Familia)
- 1999: Zeit der Rückkehr (Cuando vuelvas a mi lado) (& Drehbuch)
- 2002: Montags in der Sonne (Los lunes al sol)
- 2003: Die Sympathisantin (Avant l'oublie)
- 2009: Cerca de tus ojos (Dokumentarfilm)